# Ходишел (Бихор)
Ходишел (рум. Hodișel) насеље је у Румунији у округу Бихор у општини Олча. Oпштина се налази на надморској висини од 331 m.

## Становништво
Према подацима из 2002. године у насељу је живело 403 становника, од којих су сви румунске националности.